# ストラスブール協定 (1675年)
ストラスブール協定（ストラスブールきょうてい、フランス語: Accord de Strasbourg）は1675年8月27日にフランス王国と神聖ローマ帝国の間で締結された条約。
この条約は戦闘において毒の入った銃弾の使用を禁じ、化学兵器を規制する初の試みとなった。